# 시몬 바레레
시몬 바레레(러시아어: Симон Барер, 1896년 – 1951년)은 러시아의 피아니스트였다.
바레레는 오데사 (당시 러시아 제국, 현재 우크라이나의 일부)에서 유대인 가족의 13자녀 중 11번째로 태어났다. 그는 상트페테르부르크 음악원 에서 안나 에시포바와 펠릭스 블루멘펠트 밑에서 공부했다. 졸업 후 그는 지역 전역에서 콘서트를 열었고 키이우 음악원에서 가르쳤다. 그는 베를린, 스웨덴, 마지막으로 미국으로 이주했다. 바레레는 특히 속도와 손가락의 손재주로 유명했다. 발라키레프의 이슬라메이와 기타 많은 녹음에 대한 그의 연주는 호평을 받았다. 음악 평론가 해럴드 숀버그에 따르면 바레레는 다채로운 피아노 톤을 만들어냈으며 음악적 측면도 뛰어났다.